# 2542 Calpurnia
2542 Calpurnia је астероид главног астероидног појаса са пречником од приближно 27,61 .
Афел астероида је на удаљености од 3,361 астрономских јединица (АЈ) од Сунца, а перихел на 2,909 АЈ.
Ексцентрицитет орбите износи 0,072, инклинација (нагиб) орбите у односу на раван еклиптике 4,633 степени, а орбитални период износи 2027,918 дана (5,552 година).
Апсолутна магнитуда астероида је 11,40 а геометријски албедо 0,063.
Астероид је откривен 11. фебруара 1980. године.